# Saison 2013-2014 de l'Aston Villa FC
Chronologie
Saison précédente Saison suivante
La saison 2013-2014 d'Aston Villa est la 22e saison du club en Premier League. Non qualifié pour une compétition européenne pour la troisième fois consécutive, le club sera en compétition pour le Championnat d'Angleterre, la Coupe d'Angleterre et la Coupe de la Ligue anglaise.

## Équipe première

### Effectif
| N°                 | Nat                     | Nom                   | Date de naissance (Âge) | Depuis          | Matchs          | Buts            | En provenance de    |
| Gardiens de but    | Gardiens de but         | Gardiens de but       | Gardiens de but         | Gardiens de but | Gardiens de but | Gardiens de but | Gardiens de but     |
| ------------------ | ----------------------- | --------------------- | ----------------------- | --------------- | --------------- | --------------- | ------------------- |
| 1                  | Drapeau des États-Unis  | Brad Guzan            | 9 septembre 1984        | 2008            | 94              | 0               | Chivas USA          |
| 13                 | Drapeau de l'Angleterre | Jed Steer             | 23 septembre 1992       | 2013            | 3               | 0               | Norwich City        |
| 31                 | Drapeau de l'Irlande    | Shay Given            | 20 avril 1976           | 2011            | 43              | 0               | Manchester City     |
| Défenseurs         |                         |                       |                         |                 |                 |                 |                     |
| 2                  | Drapeau de l'Angleterre | Nathan Baker          | 23 avril 1991           | 2009            | 74              | 0               | Centre de formation |
| 3                  | Drapeau de l'Angleterre | Joe Bennett           | 28 mars 1990            | 2012            | 37              | 0               | Middlesbrough       |
| 4                  | Drapeau des Pays-Bas    | Ron Vlaar (capitaine) | 16 février 1985         | 2012            | 64              | 2               | Feyenoord           |
| 5                  | Drapeau du Danemark     | Jores Okore           | 11 août 1992            | 2013            | 4               | 0               | Nordsjælland        |
| 6                  | Drapeau de l'Irlande    | Ciaran Clark          | 26 septembre 1989       | 2009            | 107             | 5               | Centre de formation |
| 14                 | Drapeau de l'Espagne    | Antonio Luna          | 17 mars 1991            | 2013            | 18              | 1               | Séville             |
| 23                 | Drapeau de l'Angleterre | Ryan Bertrand         | 5 août 1989             | 2014            | 16              | 0               | Chelsea             |
| 32                 | Drapeau de Sainte-Lucie | Janoi Donacien        | 3 novembre 1993         | 2013            | 0               | 0               | Centre de formation |
| 34                 | Drapeau de l'Angleterre | Matthew Lowton        | 9 juin 1989             | 2012            | 69              | 2               | Sheffield United    |
| Milieux de terrain |                         |                       |                         |                 |                 |                 |                     |
| 7                  | Drapeau des Pays-Bas    | Leandro Bacuna        | 21 août 1991            | 2013            | 37              | 5               | Groningue           |
| 8                  | Drapeau du Maroc        | Karim El Ahmadi       | 27 janvier 1985         | 2012            | 55              | 3               | Feyenoord           |
| 12                 | Drapeau de l'Angleterre | Marc Albrighton       | 18 novembre 1989        | 2009            | 101             | 9               | Centre de formation |
| 15                 | Drapeau de l'Angleterre | Ashley Westwood       | 1er avril 1990          | 2012            | 67              | 3               | Crewe Alexandra     |
| 16                 | Drapeau de l'Angleterre | Fabian Delph          | 21 novembre 1989        | 2009            | 105             | 6               | Leeds United        |
| 17                 | Drapeau de l'Australie  | Chris Herd            | 4 avril 1989            | 2008            | 42              | 2               | Centre de formation |
| 18                 | Drapeau du Mali         | Yacouba Sylla         | 29 novembre 1990        | 2013            | 24              | 0               | Clermont Foot       |
| 22                 | Drapeau de l'Angleterre | Gary Gardner          | 29 juin 1992            | 2011            | 18              | 0               | Centre de formation |
| 24                 | Drapeau de la Bulgarie  | Aleksandar Tonev      | 3 février 1990          | 2013            | 19              | 0               | Lech Poznań         |
| 25                 | Drapeau de l'Irlande    | Samir Carruthers      | 4 avril 1993            | 2012            | 3               | 0               | Centre de formation |
| 36                 | Drapeau de l'Angleterre | Daniel Johnson        | 8 octobre 1992          | 2011            | 0               | 0               | Olympique lyonnais  |
| 40                 | Drapeau de l'Irlande    | Jack Grealish         | 10 septembre 1995       | 2012            | 1               | 0               | Centre de formation |
| –                  | Drapeau de la France    | Charles N'Zogbia      | 28 mai 1986             | 2011            | 58              | 5               | Wigan Athletic      |
| Attaquants         |                         |                       |                         |                 |                 |                 |                     |
| 9                  | Drapeau du Danemark     | Nicklas Helenius      | 8 mai 1991              | 2013            | 6               | 1               | Aalborg             |
| 10                 | Drapeau de l'Autriche   | Andreas Weimann       | 5 août 1991             | 2010            | 88              | 19              | Centre de formation |
| 11                 | Drapeau de l'Angleterre | Gabriel Agbonlahor    | 13 octobre 1986         | 2005            | 316             | 77              | Centre de formation |
| 20                 | Drapeau de la Belgique  | Christian Benteke     | 3 décembre 1990         | 2012            | 67              | 34              | Genk                |
| 21                 | Drapeau de l'Angleterre | Jordan Bowery         | 2 juillet 1991          | 2012            | 22              | 0               | Chesterfield        |
| 27                 | Drapeau de la Tchéquie  | Libor Kozák           | 30 mai 1989             | 2013            | 15              | 4               | Lazio               |
| 29                 | Drapeau de l'Angleterre | Grant Holt            | 12 avril 1981           | 2014            | 10              | 1               | Wigan Athletic      |
| 37                 | Drapeau de l'Angleterre | Callum Robinson       | 2 février 1995          | 2013            | 5               | 0               | Centre de formation |
| 38                 | Drapeau de l'Angleterre | Nathan Delfouneso     | 2 octobre 1991          | 2008            | 44              | 9               | Centre de formation |
| –                  | Drapeau de l'Irlande    | Graham Burke          | 21 décembre 1993        | 2012            | 2               | 0               | Centre de formation |

### Staff managérial
| Emploi                     | Staff          |
| -------------------------- | -------------- |
| Entraîneur                 | Paul Lambert   |
| Entraîneur adjoint         | Gordon Cowans  |
| Entraîneur de l'équipe pro | Scott Marshall |
| Entraîneur des gardiens    | Terry Gennoe   |
| Préparateur physique       | Michael Watts  |
| Physiothérapeute           | Alan Smith     |

Source : http://www.avfc.co.uk

### Tenues
Équipementier : Macron
Sponsor : dafabet
| Domicile | Extérieur | Autre |

## Transferts

### Mercato d'été

#### Arrivées
| Numéro | Poste | Joueur           | En provenance de | Montant       | Date             | Source |
| ------ | ----- | ---------------- | ---------------- | ------------- | ---------------- | ------ |
| 24     | MIL   | Aleksandar Tonev | Lech Poznań      | £2,5 millions | 7 juin 2013      | [ 1 ]  |
| 5      | DEF   | Jores Okore      | FC Nordsjælland  | £4 millions   | 13 juin 2013     | [ 2 ]  |
| 7      | MIL   | Leandro Bacuna   | FC Groningue     | £800 000      | 13 juin 2013     | [ 3 ]  |
| 9      | ATT   | Nicklas Helenius | Aalborg BK       | £2 millions   | 18 juin 2013     | [ 4 ]  |
| 14     | DEF   | Antonio Luna     | Séville FC       | Indéfini      | 20 juin 2013     | [ 5 ]  |
| 13     | GB    | Jed Steer        | Norwich City     | £450 000      | 1er juillet 2013 | [ 6 ]  |
| 27     | ATT   | Libor Kozák      | SS Lazio         | Indéfini      | 2 septembre 2013 | [ 7 ]  |

#### Départs
| Numéro | Poste | Joueur           | Destination         | Montant         | Date             | Source |
| ------ | ----- | ---------------- | ------------------- | --------------- | ---------------- | ------ |
| 33     | GB    | Andy Marshall    | Millwall            | Transfert libre | 5 juin 2013      | [ 8 ]  |
| 5      | DEF   | Richard Dunne    | Queens Park Rangers | Transfert libre | 5 juin 2013      | [ 9 ]  |
| 30     | DEF   | Eric Lichaj      | Nottingham Forest   | Transfert libre | 5 juin 2013      | [ 10 ] |
| 14     | MIL   | Brett Holman     | Al Nasr Riyad       | Transfert libre | 22 juin 2013     | [ 11 ] |
| 37     | DEF   | Derrick Williams | Bristol City        | Transfert libre | 24 juin 2013     | [ 12 ] |
| 17     | MIL   | Jean Makoun      | Stade rennais       | Indéfini        | 1er juillet 2013 | [ 13 ] |
| 25     | MIL   | Barry Bannan     | Crystal Palace      | Indéfini        | 2 septembre 2013 | [ 14 ] |

##### Prêts
| Numéro | Poste | Joueur            | Destination        | Début            | Fin               | Source |
| ------ | ----- | ----------------- | ------------------ | ---------------- | ----------------- | ------ |
| –      | ATT   | Graham Burke      | Shrewsbury Town    | 8 août 2013      | 2 octobre 2013    | [ 15 ] |
| 25     | MIL   | Samir Carruthers  | Milton Keynes Dons | 10 août 2013     | 3 avril 2014      | [ 16 ] |
| 39     | ATT   | Darren Bent       | Fulham             | 16 août 2013     | 30 juin 2014      | [ 17 ] |
| 38     | ATT   | Nathan Delfouneso | Blackpool          | 16 août 2013     | 1er janvier 2014  | [ 17 ] |
| –      | DEF   | Enda Stevens      | Notts County       | 27 août 2013     | 24 septembre 2013 | [ 18 ] |
| 40     | MIL   | Stephen Ireland   | Stoke City         | 2 septembre 2013 | 14 janvier 2014   | [ 19 ] |

### Mercato d'hiver

#### Arrivées

##### Prêts
| Numéro | Poste | Joueur        | En provenance de | Début           | Fin          | Source |
| ------ | ----- | ------------- | ---------------- | --------------- | ------------ | ------ |
| 29     | ATT   | Grant Holt    | Wigan Athletic   | 14 janvier 2014 | 30 juin 2014 | [ 20 ] |
| 23     | DEF   | Ryan Bertrand | Chelsea          | 17 janvier 2014 | 30 juin 2014 | [ 21 ] |

#### Départs
| Numéro | Poste | Joueur          | Destination | Montant  | Date            | Source |
| ------ | ----- | --------------- | ----------- | -------- | --------------- | ------ |
| 40     | MIL   | Stephen Ireland | Stoke City  | Indéfini | 14 janvier 2014 | [ 22 ] |

##### Prêts
| Numéro | Poste | Joueur            | Destination         | Début             | Fin              | Source |
| ------ | ----- | ----------------- | ------------------- | ----------------- | ---------------- | ------ |
| 40     | MIL   | Jack Grealish     | Notts County        | 13 septembre 2013 | 3 mai 2014       | [ 23 ] |
| 12     | MIL   | Marc Albrighton   | Wigan Athletic      | 30 octobre 2013   | 27 novembre 2013 | [ 24 ] |
| 31     | GB    | Shay Given        | Middlesbrough       | 28 novembre 2013  | 28 février 2013  | [ 25 ] |
| –      | DEF   | Enda Stevens      | Doncaster Rovers    | 28 novembre 2013  | 30 juin 2014     | [ 26 ] |
| 38     | ATT   | Nathan Delfouneso | Coventry City       | 30 janvier 2014   | 30 juin 2014     | [ 27 ] |
| 22     | MIL   | Gary Gardner      | Sheffield Wednesday | 12 février 2014   | 12 mars 2014     | [ 28 ] |
| 21     | ATT   | Jordan Bowery     | Doncaster Rovers    | 15 février 2014   | 15 mars 2014     | [ 29 ] |
| –      | DEF   | Alan Hutton       | Bolton Wanderers    | 28 février 2014   | 28 mai 2014      | [ 30 ] |